# Zapallar (Mizque)
Zapallar ist eine Ortschaft im Departamento Cochabamba im südamerikanischen Andenstaat Bolivien.

## Lage im Nahraum
Zapallar liegt in der Provinz Mizque und ist eine Ortschaft im Cantón Vila Vila im Municipio Vila Vila. Die Ortschaft liegt auf einer Höhe von 1971 m am linken, nordöstlichen Ufer des Río Caine, der flussabwärts zum Río Grande wird. Zapallar ist südöstlicher Endpunkt der Nationalstraße Ruta 4306 und beherbergt die Bildungseinrichtung „Unidad Educativa Zapallar“.

## Geographie
Zapallar liegt im Übergangsbereich zwischen der Anden-Gebirgskette der Cordillera Central und dem bolivianischen Tiefland.
Die Durchschnittstemperatur der Region liegt bei gut 17 °C (siehe Klimadiagramm Poroma) und schwankt im Jahresverlauf zwischen knapp 14 °C im Juli und 19 °C von November bis Januar. Der Jahresniederschlag beträgt gut 600 mm, wobei die monatlichen Niederschläge in der halbjährigen Trockenzeit von April bis Oktober bei unter 30 mm liegen, während im Südsommer von Dezember bis Februar Monatswerte zwischen 120 und 150 mm erreicht werden.

## Verkehrsnetz
Zapallar liegt in einer Entfernung von 145 Straßenkilometern südöstlich von Cochabamba, der Hauptstadt des gleichnamigen Departamentos.
Von Cochabamba aus führt die asphaltierte Nationalstraße Ruta 7 in südöstlicher Richtung 18 Kilometer bis zum Staudamm von La Angostura, von dort eine Landstraße weitere 18 Kilometer nach Süden bis Tarata. Von dort aus sind es 28 Kilometer Landstraße in südöstlicher Richtung bis Anzaldo. Von Anzaldo aus folgt man der ausgebauten Ruta 4305 fünf Kilometer nach Westen und dann der Ruta 4306 nach Süden bis Thaya Paya. Von dort aus führt die Ruta 4306 als Piste in südöstlicher Richtung über La Viña nach Soico und von dort über Kaspi Corral, Sikimira und Sivingani Sud nach Sotace und weiter nach Zapallar.

## Bevölkerung
Die Einwohnerzahl der Ortschaft ist in dem Jahrzehnt zwischen den beiden letzten Volkszählungen um ein Fünftel zurückgegangen:
| Jahr | Einwohner         | Quelle       |
| ---- | ----------------- | ------------ |
| 1992 | keine Detaildaten | Volkszählung |
| 2001 | 103               | Volkszählung |
| 2013 | 84                | Volkszählung |
| 2024 |                   | Volkszählung |

Die Region weist einen hohen Anteil an Quechua-Bevölkerung auf, im Municipio Anzaldo sprechen 99,2 Prozent der Bevölkerung Quechua.